# 若塞尼鄉

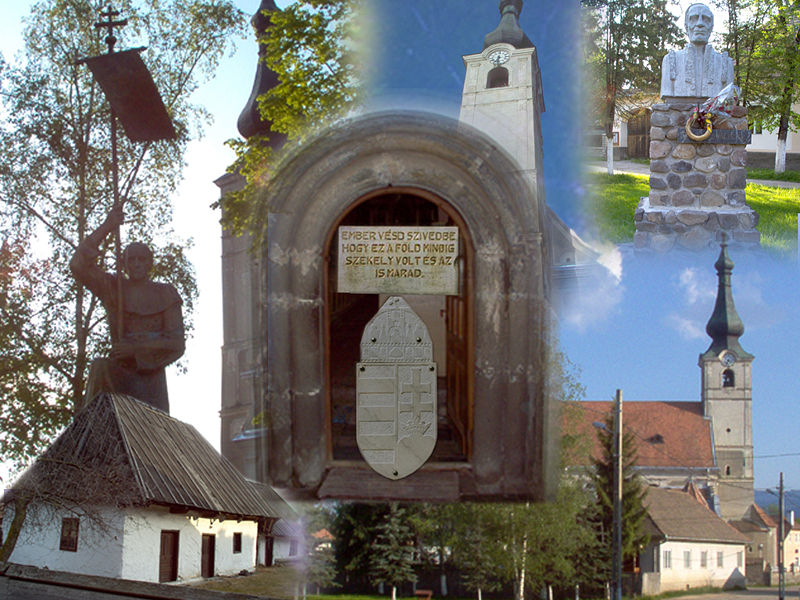

46°42′0″N 25°30′0″E / 46.70000°N 25.50000°E
若塞尼鄉（羅馬尼亞語：Comuna Joseni, Harghita），是羅馬尼亞的鄉份，位於該國中部，由哈爾吉塔縣負責管轄，面積224平方公里，海拔高度736米，2007年人口5,631，人口密度每平方公里25人。